# Sarthe
Sarthe este un departament în vestul Franței, situat în Pays de la Loire. Este unul dintre departamentele originale ale Franței create în urma Revoluției din 1790. Este numit după râul omonim care îl traversează.

## Localități selectate

### Prefectură
- Le Mans

### Sub-prefecturi
- La Flèche
- Mamers

## Diviziuni administrative
- 3 arondismente;
- 40 cantoane;
- 375 comune;